# Effet de réel
Un effet de réel est, dans un texte littéraire, un élément dont la fonction est de donner au lecteur l’impression que le texte décrit le monde réel.
L’effet de réel a été nommé et théorisé par Roland Barthes dans un court article de 1968, et publié par la suite dans Le Bruissement de la langue, à une époque où l’analyse structurale du récit connaissait son apogée. Le concept d’effet de réel permet de justifier la présence d’éléments descriptifs qui semblent dénués de valeur fonctionnelle, telle cette mention d’un baromètre dans la nouvelle Un cœur simple de Flaubert : « un vieux piano supportait, sous un baromètre, un tas pyramidal de boîtes et de cartons ». Celle-ci ne semble rien apporter au récit, n’a aucune fonction dans l’intrigue, n’est pas un indice sur la position sociale des personnages ni sur leur nature psychologique. Selon Barthes, l’effet de réel n’a pas d’autre fonction que d’affirmer la contiguïté entre le texte et le monde réel concret, celui-ci étant perçu comme une référence absolue n’ayant besoin d’aucune justification. Il s’agirait d’un procédé caractéristique de l’esthétique réaliste moderne, pour laquelle seule la fidélité au monde matériel permet la vraisemblance.
Dans Le Fil perdu (éditions La Fabrique, 2014), Jacques Rancière remet en cause l'analyse de Roland Barthes (dont il retrouve le propos chez d'autres auteurs) en ces termes :
« On cherchera ici à montrer que l'inflation de la description au détriment de l'action qui fait la singularité du roman réaliste n'est pas l'étalage des richesses d'un monde bourgeois soucieux d'affirmer sa pérennité. Elle n'est pas davantage ce triomphe de la logique représentative que l'on décrit volontiers. Elle marque au contraire la rupture de l'ordre représentatif et de ce qui en était le cœur, la hiérarchie de l'action. Et cette rupture est liée à ce qui est au centre des intrigues romanesques du XIXe siècle : la découverte d'une capacité inédite des hommes et des femmes du peuple à accéder à des formes d'expérience qui leur étaient jusque-là refusées. Barthes et les représentants de la tradition artistique ont ignoré ce bouleversement parce que leurs présupposés modernistes et structuralistes étaient encore ancrés dans la tradition représentative qu'ils prétendaient dénoncer ».